# موسی کونه (بازیکن فوتبال اهل ساحل عاج)
موسی کونه (انگلیسی: Moussa Koné؛ زادهٔ ۱۲ فوریهٔ ۱۹۹۰) بازیکن فوتبال اهل ساحل عاج است.
از باشگاه‌هایی که در آن بازی کرده است می‌توان به باشگاه فوتبال قزل‌یار، باشگاه فوتبال وارزه، باشگاه فوتبال فوجا، باشگاه فوتبال آولینو، باشگاه فوتبال دلفینو پسکارا، باشگاه فوتبال آتالانتا، و باشگاه فوتبال چزنا اشاره کرد.
وی همچنین در تیم‌های ملی فوتبال زیر ۲۳ سال ساحل عاج و ساحل عاج بازی کرده است.